# Braian Toledo
Braian Toledo, född 8 september 1993, död 27 februari 2020, var en argentinsk friidrottare. Han deltog vid olympiska sommarspelen 2012 och olympiska sommarspelen 2016.